# Нецелијачна сензитивност на глутен
Нецелијачна сензитивност на глутен (скраћено НЦГС) један је од три клиничка ентитета узрокована неподношењем брашна пшенице, ражи и јечма, у које спадају још целијачна болест и алергија. Доминантну улогу у настанку болести (за коју је патофизиологија и даље непознаница),  има урођени имуни одговор, који са другим факторима као што је упала црева са променама у цревној микробиоти и пропусност имају важну улогу.
Болест се клинички манифестује гастроинтестиналним и ектраинтестиналним симптомима који се јављају убрзо након конзумирања глутена и повлаче се након дијете (исхране) без глутена.  
У дијагнози болести недостатак адекватних биомаркера је и даље главни ограничавајући фактор у клиничким студијама, због чега је тешко разликовати НЦГС од других стања узрокованих конзумацијом глутена. Будуће студије би требало да дефинишу смернице и дају одговоре на питања везана за патогенезу, дијагнозу и терапијски приступ синдрому нецелијачне сензитивности на глутен.

## Историја
Нецелијачна сензитивност на глутен описана је први пут пре пре 40 година, као приказ синдрома од стране Ellis-а и Linaker-а код жене старе 43 године. са симптомима који пролазе после дијете без глутена и поново  се јављају са његовим увођењем у исхрану у одсуству целијакије, са нормалном дуоденалном биопсијом на дијети и пре ње. 

## Опште информације
Глутен представља беланчевине из групе проламина присутне у ендосперму пшенице, ражи и јечма. Глутен у пшеничном брашну чине глијадин (45%) и глутенин (45%). Поред тога, у пшеничном брашну се поред глутена налазе и други протеини, као што су албумини, глобулини, бета-амилаза, алфа-амилаза, трипсин инхибитор, липидни трансфер протеин и пуроиндолини.
Нецелијачна глутен сензитивност (у наставку текста НЦГС),  описује особе са симптомима који пролазе са искључивањем пшенице
из исхране, а враћају се са њеним поновним конзумирањем, а без мукозних оштећења на дуоденалној биопсији код којих је дијагноза целијакије или алергије на брашно негативна. Иако се овај назив још увек користи, он је неприкладан, узет због релације са ингестијом глутена, али термин „сензитивност„ је произвољан и неоснован. 

## Епидемиологија
Због недостатка обкјективних дијагностичких параметара за тачну дијагнозу болести, тешко је дефинисати преваленцу НЦГС, која је предмет расправе. Зато је права преваленца ових стања још недовољно позната. Према расположивим (ограниченим) подацима преваленција ове болести је нпр: у Енглеској 13%, Аустралија 7,3%, Сједињеним Америчким Државама 0,6%.

## Патофизиологија
Патофизиологија овог стања остаје до дана нејасна, мада постоји неколико хипотеза које подразумеају повећану цревну пермабилност узроковану глијадином, стечени имуни одговор са порастом антиглијадинских антитела у поједних пацијената. или активност урођеног имунитета са налазом појачане интестиналне експресије TLR посебно TLR1 и TLR4.
Науци је још увек нејасно који је екстракт пшенице одговоран за клиничке симптоме, иако је глутен проглашен за главног кривца не треба искључитии одговорност за појави ове болсти и других протеинских компоненти зрна жита (алфа амилаза трипсин инхибитор) кмогу бити одговорне.
Како није доказана улога имуног одговора у НЦГС много је прикладији назив за ову болест синдром интолеранције пшенице (СИП). 
Истраживања спроведена с почета 21. века, скренула су пажњу на ферментабилне олигосахариде, дисахаридне моносахариде и полиолил (ФООДМАП) као на могуће учеснике у изазивању симптома код пацијената самопроглашених као НЦГС. Ова истраживања су показала да дијета сиромашна у ФООДМАП води ка значајној редукцији симптома чак и тамо где глутен није елиминисан из исхране. Како су многе дијете без глутена истовремено сиромашне у ФООДМАП и обрнуто, храна са глутеном богата је у ФООДМАП, ово сазнање може значити...да пацијенти који се препознају као НЦГС, су заправо експресија Синдрома иритабилног црева са симптомима насталим као последица конзумирања ФООДМАП-а не глутена.

## Клиничка слика
Најчешћи симптоми НЦГС су:
- нелагодност у трбуху,
- надимање, метеоризам,
- пролив (дијареја),
- замор,
- магловит ум, главобоља,
- бол у зглобовима.[7]

## Дијагноза
Дијагностички критеријуми за НЦГС, су отежани због непостојања било којих биомаркера иако је познато да су антитела на глијадин мало чешћа у организму ових пацијената. Међутим у дијагностици се код ових пацијената може и мора искључити целијачна болест и алергија на пшеницу. 
У клиничкој пракси многи „самопроглашени” пацијенти глутен нетолеренатни су на ГФД и не желе да је напусте. У том случају се саветује обавезан алгоритам испитивања.
Иако је постигнут велики напредак у препознавању НЦГС, методом конфокалне ласер ендомикроскопија — којом се директно сагледавају промене на цревном епителу после узимања одеређене хране (млеко, пшеница, соја, гљиве), за сада се још увек дијагноза заснива једино на искључујућим критеријумима, елиминацији целијачне болесте и алергија на пшеницу, поред дупло слепе радномизоване плацебо-контролисане пробе, јер иако је ова метода идеалне, она је тешко доступне у свакодневној клиничкој пракси.
|                                               | НЦГС                              | Целијакија                        | Алрегију на пшеницу               |
| --------------------------------------------- | --------------------------------- | --------------------------------- | --------------------------------- |
| Време испољавања симптома након уноса глутена | Сати — дани                       | Дани — недеље                     | Минути — сати                     |
| Патогенеза                                    | Урођена имуност                   | Аутоимуност/стечена имуност       | Алергијски имунски одговор        |
| HLA —DQ2/DQ8 генотип                          | 50%                               | Да                                | Не                                |
| Аутоантитела                                  | 50% АGA IgG                       | DEA (TTG. EMA, DGP)               | Не                                |
| Ентеропатија                                  | Минимална                         | Да                                | Минимална                         |
| Симптоми                                      | Интестинални и екстраинтестинални | Интестинални и екстраинтестинални | Интестинални и екстраинтестинални |

## Терапија
Код потврђене дијагнозе пацијенту се препоручује дијета без глутена која дозвољава конзумирање цереалија (пиринач, кукуруз) и легуминоза (киноа, соја). Након безглутенска дијета брзо долази до губитка симптома код највећег броја пацијената, мада се  код једног броја симптоми и даље одржавају. 
Код једног дела пацијената могуће је поновно увођење глутена у исхрану, и то обично након две године, док код другог дела поновна конзумација глутена доводи до погоршања здравственог стања.
Како није познато да ли је нецелијачна сензитивност на глутен стање које је привремено или трајно, део истраживача препоручује поновно постепено увођење глутена у исхрану након 6 — 12 месеци. Важно је напоменути да пацијенти не би требало да укључују безглутенску дијету самоиницијативно без претходне консултације са лекаром, јер је таква дијета оправдана само у оним случајевима у којима постоји доказана повезаност глутена и патолошког стања. Као разлог наводи се то што  неоправдано увођење безглутенске дијете може довести до различитих нутритивних поремећаја, са последичном гојазношћу и другим коморбидитетима.
Највећи проблем у терапији, као и у дијагностици је тај што за сада не постоје смернице за праћење пацијената са нецелијачном сензитивности на глутен.

## Прогноза
Код већине пацијенат симптоми се повлале након безглутенске дијета, зато што су елиминисали глутен, док код других опоравку доприноси избегавање непротеинских компоненти жита, као што су шећери који припадају категорији  ферментабилних олигосахарида, дисахарида моносахарида и полиола.
Створена конфузија о добробити безглутенске дијет је за последицу имала њено масовно усвајање као најпопуларнијег режима исхране у САД данас, коју прати мултимилионска индустија безглутенске хране. Иако је искључивање глутена из исхране од есенцијалне важноси за доказану целијачну болест и алергију на пшеницу, чињеница је да сви они заједно предстаљају само мали проценат оних који су тртенутно на безглутенској дијете, а да већина то чини из персоналних, а не медицинских разлога.